# Bakkie
Bakkie o Baki es uno de los ressorts del distrito de Commewijne.  Alrededor de 1902, fue una plantación comprada por el gobierno y repartida en pequeñas parcelas para los inmigrantes que habían trabajado bajo contrato. En la actualidad es uno de los pocos lugares habitados a lo largo del río Cottica.